# يوميات فهمان (مسلسل)
يوميات فهمان هو مسلسل سوري.

## قصة العمل
تدور أحداث المسلسل في فندق متوسط ضمن مكتب الاستعلامات، حيث بطلته موظفة الاستعلامات التي تستقبل يوميا زبائن الفندق، ويحكي المسلسل عن الشاب فهمان الريفي البسيط الذي يأتي إلى المدينة ليعمل في الفندق المذكور الذي يملكه شخص تربطه به علاقة بعيدة، هذه العلاقة تسهل له الحصول على الوظيفة، ونتيجة بساطته وجهله بالعمل الفندقي يتعرض للكثير من المتاعب والمشاكل في جو من المفارقات الكوميدية والمقالب والمواقف المحرجة مع نزلاء الفندق، خاصة أنه يحب موظفة الاستعلامات من طرف واحد ويغار من كل نزيل وزائر تحادثه.

## أبطال العمل
- عصام سليمان
- سامية الجزائري
- حسام تحسين بيك
- حسن دكاك
- مصطفى دياب
- نزار أبو حجر
- عصام عبه جي
- رنا أبيض
- روعة ياسين
- آمال سعد الدين